# Laura Mennell
Laura Mennell (Surrey, 18 aprile 1980) è un'attrice canadese.

## Biografia
Nota per i suoi numerosi ruoli in serie televisive e film di fantascienza, ha partecipato a serie di successo come Smallville, Supernatural, Fringe ed Eureka. Nel 2011 entra nel cast fisso di Alphas nel ruolo di Nina Theroux.

## Filmografia

### Cinema
- I tredici spettri (Thir13en Ghosts), regia di Steve Beck (2001)
- Alarium, regia di Dan Lee West - cortometraggio (2003)
- 11:11 La paura ha un nuovo numero (11:11), regia di Michael Bafaro (2004)
- The Visitor, regia di Dan Lee West - cortometraggio (2007)
- La vendetta di Halloween (Trick 'r Treat), regia di Michael Dougherty (2007)
- Lezioni d'amore (Elegy), regia di Isabel Coixet (2008)
- Christmas Cottage, regia di Michael Campus (2008)
- Watchmen, regia di Zack Snyder (2009)
- Driven to Kill, regia di Jeff King (2009)
- Hard Ride to Hell, regia di Penelope Buitenhuis (2010)
- The Homestead, regia di Tracy D. Smith - cortometraggio (2010)
- Dangerous Game: The Legacy Murders, regia di Sean McNamara (2022)

### Televisione
- La maledizione di Sarah (I've Been Waiting for You), regia di Christopher Leitch – film TV (1998)
- Millennium – serie TV, episodio 3x11 (1999)
- Stargate SG-1 – serie TV, episodio 3x08 (1999)
- Scorn, regia di Sturla Gunnarsson – film TV (2000)
- Special Unit 2 – serie TV, episodio 2x05 (2001)
- Cold Squad – serie TV, episodio 5x08 (2001)
- UC: Undercover – serie TV, episodio 1x11 (2002)
- Andromeda – serie TV, episodio 4x08 (2003)
- Dead Like Me – serie TV, episodio 2x07 (2004)
- Stargate Atlantis – serie TV, episodio 1x15 (2005)
- Personal Effects, regia di Michael Scott – film TV (2005)
- The L Word – serie TV, episodi 3x02-3x03 (2006)
- Flight 93, regia di Peter Markle – film TV (2006)
- Nora Roberts - Montana Sky (Montana Sky), regia di Mike Robe – film TV (2007)
- The Last Trimester, regia di Mark Cole – film TV (2007)
- 4400 (The 4400) – serie TV, episodio 4x03 (2007)
- Fallen - Angeli caduti (Fallen) – miniserie TV, episodio 1x01 (2007)
- Sanctuary – miniserie TV, episodi 1x05-1x06-1x07 (2007)
- Flash Gordon – serie TV, episodio 1x06 (2007)
- Blood Ties – serie TV, episodio 2x05 (2007)
- Sanctuary – serie TV, episodio 1x03 (2008)
- The Mrs. Clause, regia di George Erschbamer – film TV (2008)
- Eureka – serie TV, episodio 3x15 (2009)
- Sight Unseen, regia di David Golden – film TV (2009)
- Health Nutz, regia di Tony Dean Smith – film TV (2009)
- A Trace of Danger, regia di Terry Ingram – film TV (2010)
- Fringe – serie TV, episodio 2x12 (2010)
- Supernatural – serie TV, episodi 6x01-6x10 (2010)
- Smallville – serie TV, episodi 8x15-10x21 (2009-2011)
- Alphas – serie TV, 24 episodi (2011-2012)
- Haven – serie TV, 26 episodi (2014-2015)
- Motive – serie TV, 8 episodi (2014)
- Il vero amore (A Country Wedding), regia di Anne Wheeler (2015) – film TV
- Van Helsing – serie TV, 13 episodi (2016-2017)
- L'uomo nell'alto castello (The Man in the High Castle) – serie TV, 9 episodi (2018)
- Project Blue Book – serie TV, 20 episodi (2019-2020)

## Doppiatrici italiane
Nelle versioni in italiano delle opere in cui ha recitato, Laura Mennell è stata doppiata da:
- Roberta Paladini in 11:11 - La paura ha un nuovo numero
- Selvaggia Quattrini in Nora Roberts - Montana Sky
- Michela Alborghetti in Fringe
- Barbara De Bortoli in Motive
- Elisabetta Spinelli in Van Helsing
- Francesca Manicone ne Il vero amore
- Chiara Colizzi in Alphas
- Daniela Abbruzzese in Travelers
- Valentina Mari ne L'uomo nell'alto castello